# Staatliches Opern- und Ballett-Theater Perm

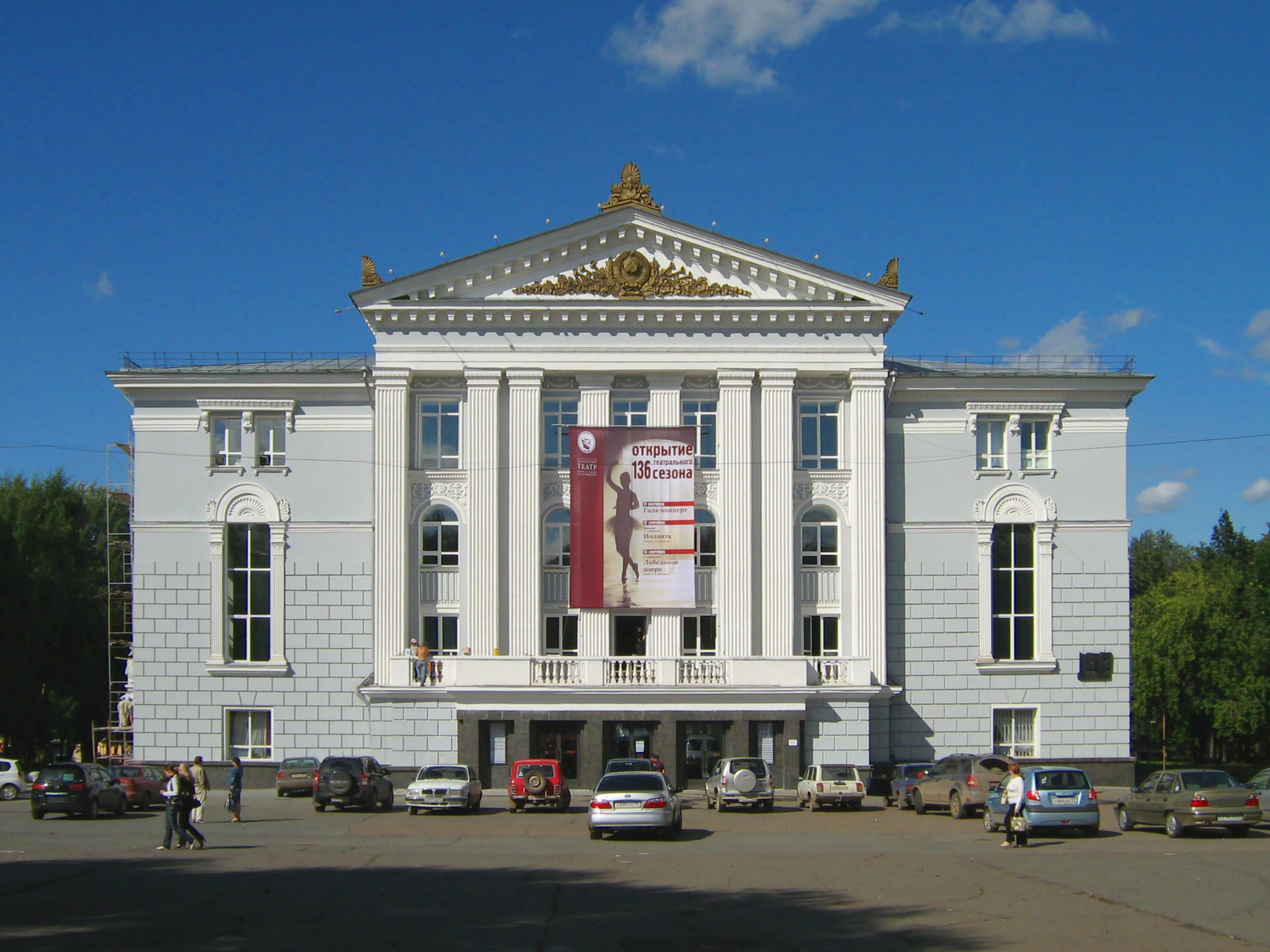
Opern- und Ballett-Theater Perm 2007

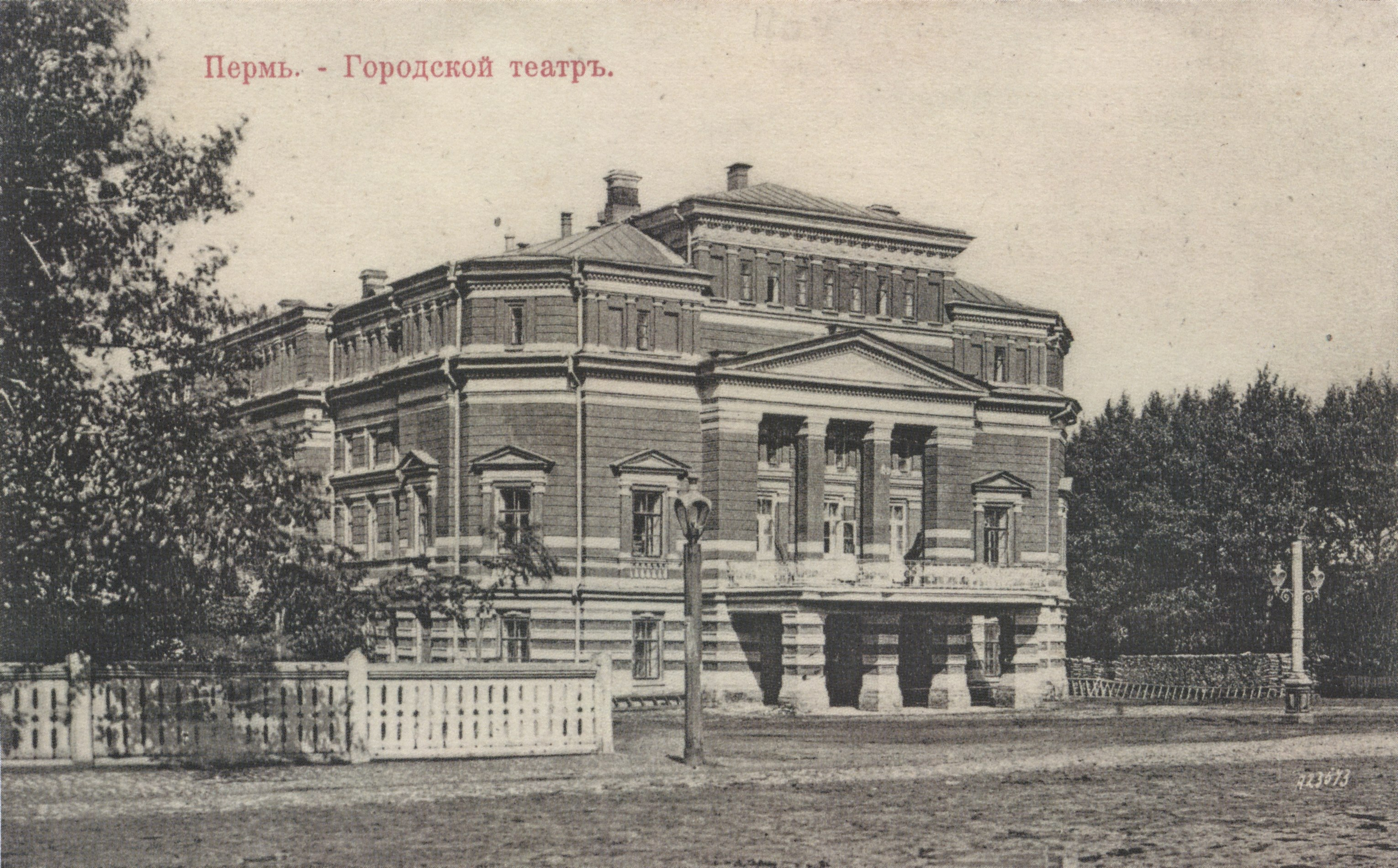
Theater Perm um 1910

Das Staatliche Opern- und Ballett-Theater Pjotr Iljitsch Tschaikowski Perm ist das Opernhaus der russischen Stadt Perm.

## Geschichte
Das Theater ist eines der ältesten des Landes, seine Ballettkompanie ist eine der berühmtesten Russlands. Es wurde am 24. November 1870 mit Michail Glinkas Ein Leben für den Zaren eingeweiht.
Das heutige Gebäude (das architektonisch später allerdings verändert wurde) wurde zwischen 1874 und 1879 erbaut und im Winter 1879/1880 eingeweiht. Ab 1896 unterstand es der Schirmherrschaft des städtischen Parlaments, das die Bühne künftig subventionierte. Giuseppe Verdis Aida war die erste Produktion mit finanzieller Unterstützung der Stadt. Das erste Werk nach dem Russischen Bürgerkrieg wurde am 20. August 1921 aufgeführt. In dieser Saison waren u. a. Der Dämon, Faust, Eugen Onegin, Boris Godunow, Rigoletto und Il barbiere di Siviglia vertreten.
Bis zum Ende dieses Jahrzehnts war es eines der bedeutendsten Opernzentren in Russland. Während des Deutsch-Sowjetischen Krieges war es Spielstätte des Ensembles des Kirow-Theaters Leningrad.
1965 wurde es zu Ehren Peter Tschaikowskys umbenannt und im Jahr 1969 zur Akademie erhoben. Das Theater wird seither oft als Tschaikowsky-Haus bezeichnet. Das Repertoire umfasst heute zehn Opern und drei Ballette des Komponisten.
1984 wurde das Theater für seine Darstellung der Arbeit von Sergei Prokofjews Krieg und Frieden ausgezeichnet. Das Opernhaus erhielt mehrfach den russischen Theaterpreis „Goldene Maske“.
Künstlerischer Leiter des Staatlichen Opern- und Ballett-Theaters Perm war von 2011 bis 2019 Teodor Currentzis.